# Hr.Ms. Abraham Crijnssen (1983)
Hr.Ms. Abraham Crijnssen (F 816) was een Nederlands fregat van de Kortenaerklasse. Het schip was vernoemd naar de voormalig Nederlands vlootvoogd Abraham Crijnssen. De Abraham Crijnssen is een van de schepen waarop prins Willem-Alexander tijdens zijn diensttijd heeft gediend.

## Abu Dhabi
Op 3 april 1996 werd bekendgemaakt dat de Abraham Crijnssen zou worden verkocht aan de Verenigde Arabische Emiraten. Op vrijdag 31 oktober 1997 is het schip overgedragen, hierbij waren aanwezig de staatssecretaris van defensie, J.C. Gmelich Meijling, en de chef defensiestaf van de Verenigde Arabische Emiraten, sjeik Mohammed bin Zayed al-Nahayan. Het schip diende bij de marine van de Verenigde Arabische Emiraten onder de naam Abu Dhabi (F01). Het schip was het eerste schip van de Kortenaerklasse dat aan de Verenigde Arabische Emiraten is verkocht, een jaar later werd ook de Piet Hein verkocht.

## Project Swift 135
In 2008 werd de Abu Dhabi uit de vaart genomen. De romp bleek echter in dermate goede staat te verkeren dat deze als basis dient voor het megajacht de Project Swift 135 (nieuwe afmetingen 135 m). Al Emerat  (F02), ex-Piet Hein, is basis voor het megajacht de Yas (Project Swift 141, nieuwe afmetingen 141 x 15 m).